# 臆羚
臆羚（學名：Rupicapra rupicapra），又稱歐洲山羚，是一种粗壯像山羊的动物，生活於欧洲的阿尔卑斯山脉和喀尔巴阡山脉。在1907年，臆羚被成功地引進了新西兰的南岛，但牠卻破坏了当地的生态系统。臆羚属于牛科羊亚科，是臆羚属唯二的成员之一，另一个成员是比利牛斯臆羚。
身为一种山区动物，臆羚卓越的适应了多岩石的山区。它们的爬山能力仅次于羱羊。成年臆羚的肩高为75厘米（2.5英尺），体重为50千克（110磅）。雌性及雄性都有一对稍微向后弯的短角。在夏天，臆羚的臆羚的毛色为棕色，臆羚的毛在冬天变成浅灰色。其最明显的差别是有一条明显的黑色斑纹在眼睛下面，背部有一条黑脊纹。臆羚的寿命为20年。
母羚和小羚住在3-10只的小群中；而大多数情况下公羚是独居动物。在交配季节时（从11月下旬到12月上旬），公羚找到母羚并与其他公羚交战，胜者与母羚交配。在20星期的妊娠期之后，小羚就出生了。在3年后小羚便成年了。有些人说在放牧地区中，有些臆羚会与家山羊交配并产出不能生育的杂种，但这講法还没有被科学证明。
由于臆羚肉很好吃，许多人都去捕猎这种动物；其颈部的毛用来做稱為「gamsbart」（其实是臆羚鬚），是阿尔卑斯山区的居民的帽子装饰品。
臆羚皮是用来生产一种皮垫，用来擦车；今天，这种皮垫可以用许多动物皮去做。臆羚皮也同样用来制造自行车短裤，其好处是不容易脏。但在今天，大多数自行车短裤是用其他动物的皮来制造的。臆羚皮也经常用来做吸汗带。臆羚皮有时也用来做燃料过滤器。
臆羚的德语名是Gämse (或Gemsbock)；在英语中的Gemsbock则是南非直角长角羚的意思。